# La morte del generale Wolfe
La morte del generale Wolfe (The Death of General Wolfe) è una tela molto famosa realizzata dall'artista anglo-statunitense Benjamin West. È uno dei capolavori della galleria nazionale del Canada. L'opera ritrae la morte del generale britannico James Wolfe durante la battaglia della piana di Abraham (nota come la "battaglia di Québec"), avvenuta nel 1759 durante la guerra franco-indiana. Si tratta di un olio su tela del periodo illuminista. West ne trasse cinque copie, inclusa quella commissionata dal re Giorgio III nel 1771, anche se alla fine questi desistette dall'acquistarla a causa della controversia sorta riguardo la resa del soggetto.

## Contesto storico
La tela ritrae un avvenimento della guerra franco-indiana (la fase americana della guerra dei sette anni), nella quale l'esercito britannico vinse l'armata francese, culminando nell'assedio di tre mesi a cui avevano sottoposto la città di Québec. La battaglia che durò appena mezzora, combattuta al di fuori delle mura di Québec, decise il destino delle colonie francesi in America del Nord. I generali Wolfe e Louis-Joseph de Montcalm, comandanti di entrambe le forze rivali, morirono a causa delle ferite riportate sul campo. Il primo, nel pieno della battaglia, lo stesso 13 settembre del 1759, e il secondo il giorno seguente.

## Descrizione
Come per le rappresentazioni delle deposizioni e per quelle della Pietà, il quadro ha una composizione triangolare, con l'asta della bandiera come apice e dei gruppi di uomini che completano i vertici rimanenti. Al centro c'è il gruppo principale, in mezzo al quale si trova Wolfe, che West dipinse quasi come una figura messianica. A sostenere il suo braccio destro, una posa classica in questo tipo di rappresentazione, è il capitano Hervey Smythe. Per terra, davanti a Wolfe, si trovano il suo moschetto, la sua giberna e una baionetta che indicano che egli si presentò allo scontro armato, come i suoi uomini, anche se con un moschetto di qualità migliore, tipico del suo rango. Anche i suoi abiti sono notevoli: il cappotto, il gilè e i calzoni, tutti rossi, e una camicia bianca, che in realtà erano degli abiti abbastanza semplici per un comandante dell'esercito britannico. Accanto a Wolfe si trova il dottor Thomas Hinde, con una giacca blu, il quale cerca di fermare il sangue delle ferite di Wolfe (il generale sarebbe morto in seguito tra le sue braccia).
Nel gruppo di sinistra della rappresentazione, un guerriero nativo appare inginocchiato, con il mento sostenuto dal suo pugno, mentre guarda lo stesso generale. Alla sua sinistra, si trova un uomo dagli abiti verdi che è stato identificato (a partire dal "corno da polvere" che usa) come ser William Johnson. Dietro di lui, si trova il generale Simon Fraser de Lovat, tenente colonnello del reggimento 78th Fraser Highlanders, vestito con il tartano scozzese usato dagli ufficiali di questo reggimento.
Sullo sfondo, a sinistra di questo gruppo, un uomo sta correndo; con una mano agita il suo cappello per richiamare l'attenzione del generale e, con l'altra, porta una bandiera con il giglio (l'antico simbolo della corona di Francia) strappata al nemico.

### Analisi, inesattezze e polemiche
La rappresentazione della morte di Wolfe nel mezzo della battaglia realizzata da West è più artistica che letterale. Di tutti i personaggi rappresentati, solo quattro dei quattordici furono davvero sul campo di battaglia. Inoltre, essendo degli ufficiali di rango, dovrebbero essere stati impegnati nella battaglia al momento della morte di Wolfe (che avvenne durante lo scontro). Né Johnson né Fraser (che si stava riprendendo dalle ferite ricevute in precedenza) erano presenti alla battaglia. Quest'ultimo fu incluso da West per la sua ammirazione per questo corpo della fanteria britannica e il suo comandante. D'altro canto, la decisione di West di mostrare Wolfe che muore come un martire lo trasforma in un eroe che simbolizza la causa britannica.

La presenza nel dipinto del guerriero appartenente alle prime nazioni (in ginocchio, con il pugno che sostiene il mento e che guarda il generale Wolfe) è stata analizzata in modi diversi. Nelle arti visive, la posa con la mano che sostiene la testa è stata assunta a simbolo del pensiero e dell'intelligenza (di cui l'esempio migliore è indubbiamente Il pensatore di Auguste Rodin). Altri l'hanno interpretata come l'idealizzazione del buon selvaggio propria dei filosofi dell'illuminismo.

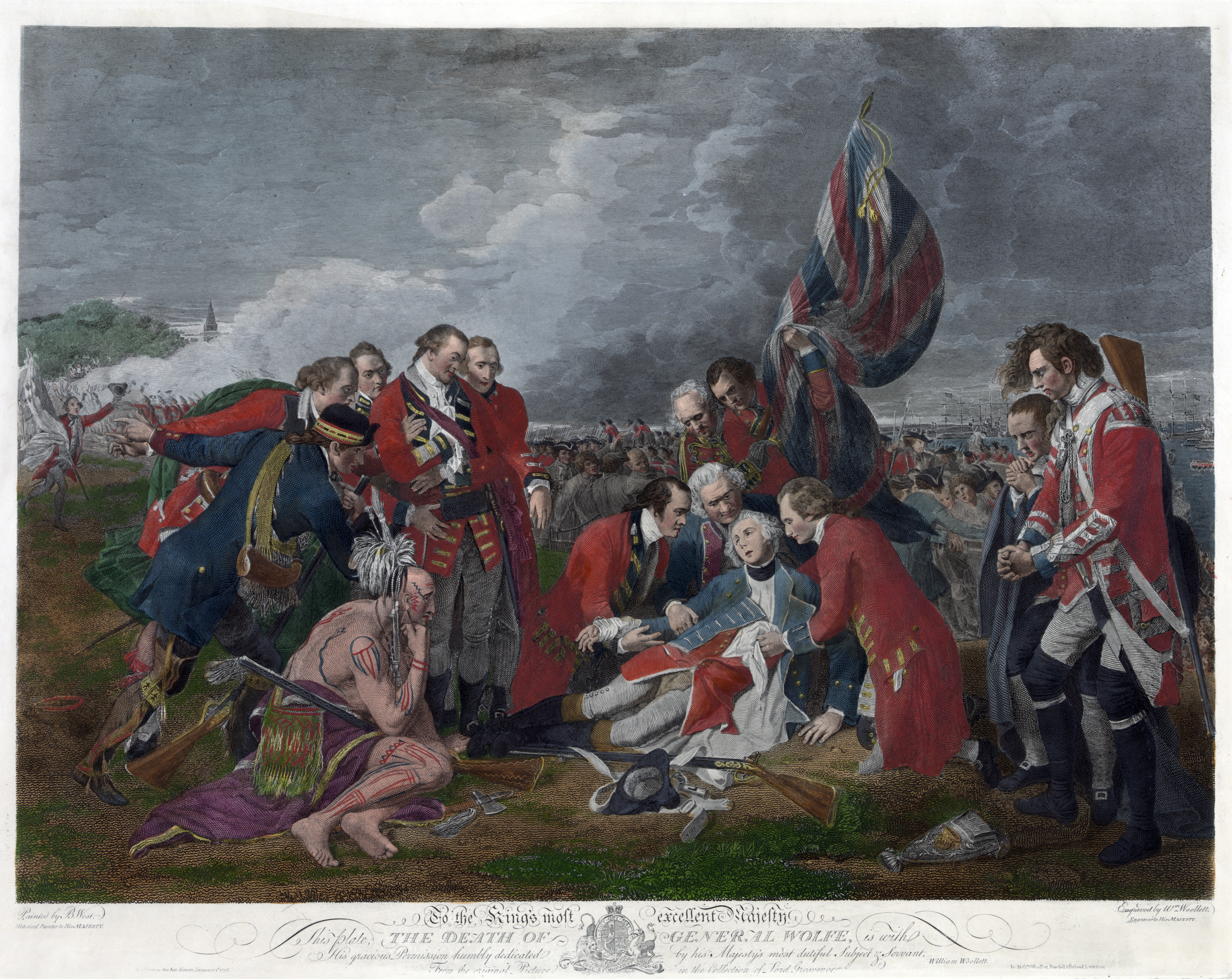
Un'incisione tratta dal dipinto di William Woollett.

La bandiera francese brandita dal personaggio che, dalla parte sinistra della composizione, cerca di richiamare l'attenzione del gruppo, simboleggia l'arrivo della notizia della vittoria sui francesi a un Wolfe agonizzante.
Le vesti scelte da West per la composizione furono, all'epoca, oggetto di controversia. Nonostante l'evento fosse avvenuto appena undici anni prima del dipinto, il suo soggetto lo trasformava in un chiaro esempio del genere della pittura storica, per la quale degli abiti contemporanei risultavano inadeguati. Durante la sua creazione, molte persone influenti, incluso ser Joshua Reynolds, consigliarono a West di vestire le figure con degli abiti classici e, dopo aver completato l'opera, Giorgio III si rifiutò di comprarlo perché il tipo di vesti comprometteva la dignità del fatto storico. Col tempo, tuttavia, l'opera superò tutte le obiezioni e contribuì alla nascita di una pratica molto più accurata a livello storico nella pittura di allora.
Reynolds e l'arcivescovo Drummond fecero visita a West quando egli stava lavorando al quadro ed entrambi gli suggerirono di non dipingere la scena di Wolf morente a meno che non scegliesse "di rappresentare gli indumenti propri dell'antichità classica, pensati per mostrare la grandezza inerente al... soggetto, e non gli abiti adoperati nella guerra moderna". L'opinione di West era diversa:
Quando West finì il quadro, Reynolds cambiò opinione e gli assicurò che avrebbe dato inizio a una "rivoluzione nell'arte". "Tuttavia", commenta Anthony D. Smith, "quando contempliamo la sua tela, ci sembra tanto passata di moda quanto rivoluzionaria. Perché dietro gli abiti moderni e gli accessori propri della guerra moderna, di fatto West ha realizzato una pietà, l'immagine religiosa della morte di un eroe paragonato al Cristo. Nella sua opera, come nella Morte di Marat di David, si ricorda un passato cristiano, anche se si riflette anche la promessa di un'epoca moderna di nazionalismo secolare".

## Copie e versioni

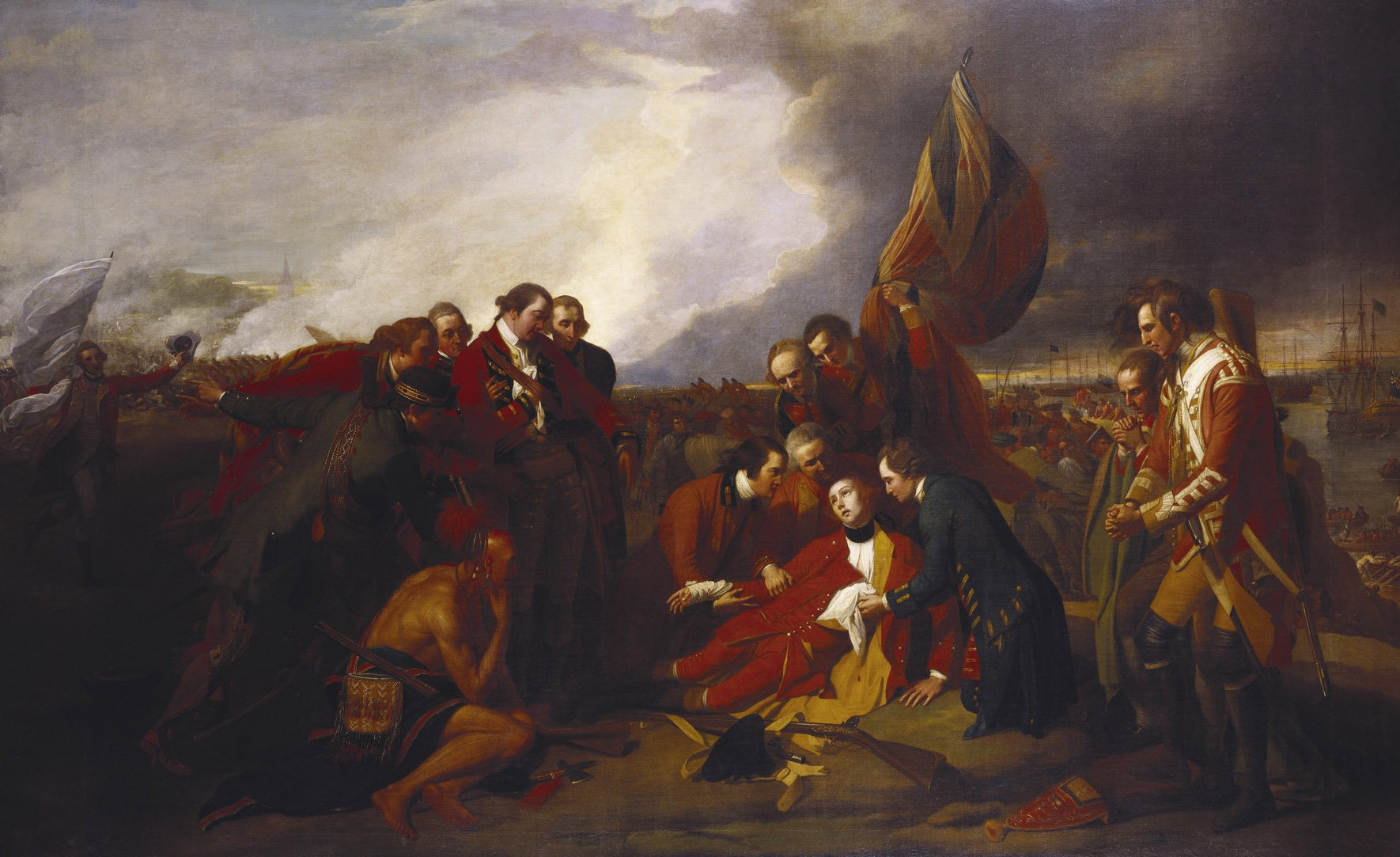
La copia del 1771.

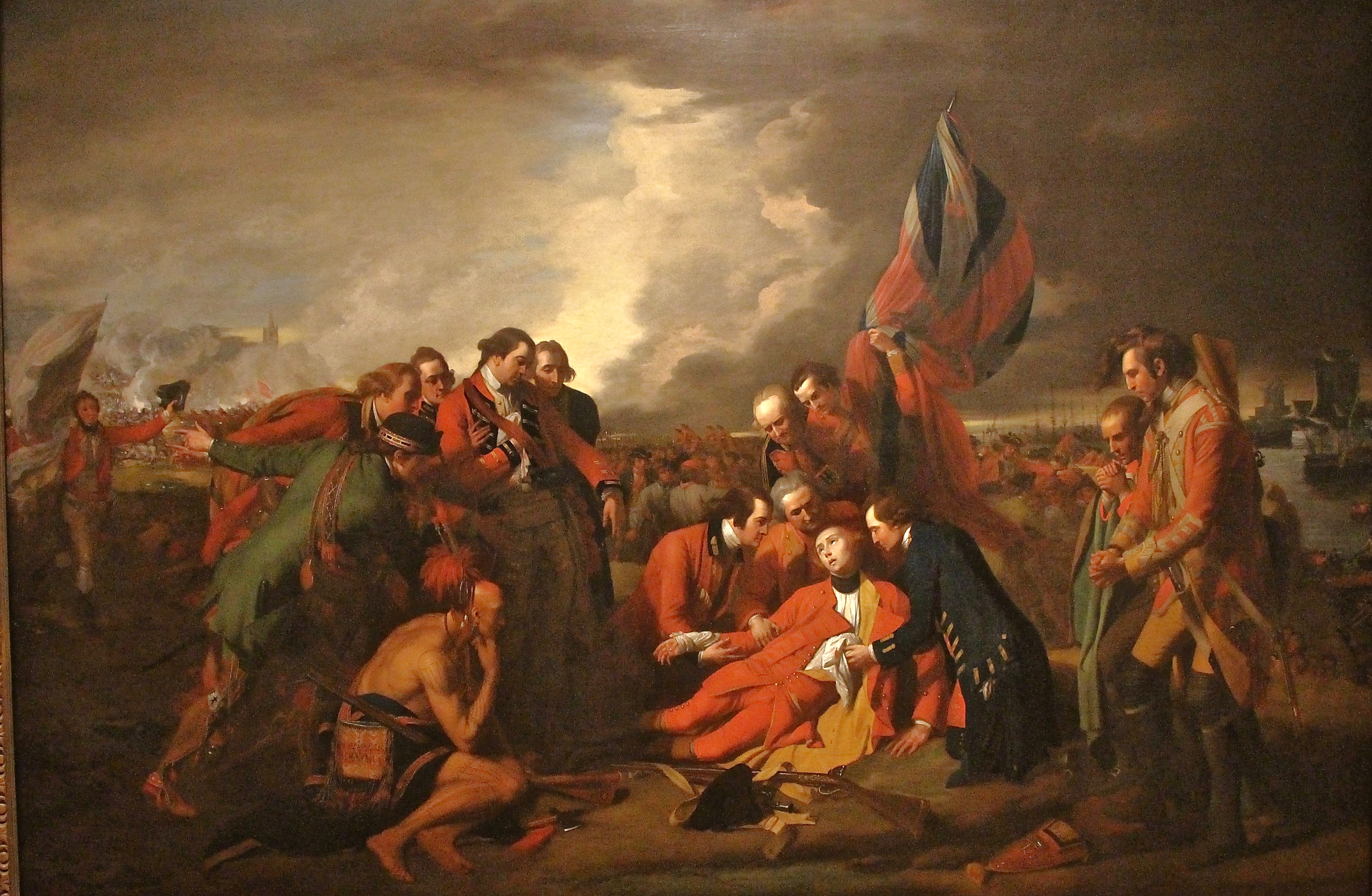
La copia del 1776.

All'inizio, il dipinto venne esposto all'accademia reale d'arte di Londra, in Regno Unito. Venne donata al Canada nel 1921 per i servizi prestati durante la prima guerra mondiale.
Oltre all'originale, West realizzò almeno altre quattro versioni di questo quadro, per un totale di cinque tele dell'autore su questo soggetto. Ogni riproduzione presenta una sua variazione nella sua rappresentazione della morte di Wolfe. La versione più importante de La morte del generale Wolfe si trova nella collezione della galleria nazionale del Canada. Delle altre copie si trovano nel Museo Reale dell'Ontario (ROM) e al museo d'arte dell'università del Michigan. La quarta copia si trova nella casa Ickworth, nel Suffolk, in Inghilterra, mentre una quinta copia si trova nella collezione reale britannica.
L'incisione di William Woollett è una delle più note tratte dalla tela di West ed è divenuta famosa in tutto il mondo. Una copia in bianco e nero di questa incisione si può ammirare nel castello di Brodick, nell'isola di Arran, in Scozia.